# 黃金三劍客
黃金三劍客是指中華職棒兄弟象隊的三名中心打者，「黃金」意喻堅強的打擊能力及兄弟象隊的黃色球衣。黃金三劍客雖然打擊成績亮眼，成為中華職棒的一代球星，但在初代黃金三劍客中的陳致遠與蔡豐安兩人涉及中華職棒打假球事件後，名聲一落千丈。

## 初代
黃金三劍客最早是指由陳致遠、彭政閔和蔡豐安組成的第3、4和5棒，活躍於2001年至2003年（即中華職棒12～14年）間，戰績卓越，也是兄弟象隊連續3年奪得總冠軍的功臣。

## 次代
初代三劍客中的蔡豐安因涉及打假球，兄弟象隊在私下的內部調查後，於2006年（中華職棒17年）8月2日以「不適任」為由將其釋出至「讓渡名單」，實為解雇，以避免傷及職棒形象。蔡豐安離開後，其位置由陳冠任接棒，號為「新黃金三劍客」。然而陳致遠身體狀態不佳，大小傷不斷，打擊能力已逐漸走下坡，所以新黃金三劍客打線實不復往昔，再加上2010年陳致遠因涉及打假球而遭起訴，新黃金三劍客已宣告瓦解。